# Andrea Sartoretti
Andrea Sartoretti (Santa Lucia, 19 de junho de 1971) é um ex-jogador de voleibol da Itália. Ele é o diretor esportivo do Modena Volleyball .
Sartoretti debutou na liga italiana em 1991, ganhando o prêmio de melhor jogador sub-23. Um atleta de 1,94 m, ele joga como oposto-atacante. Ele é especialmente famoso pelo saque potente, pelo qual foi apelidado de Sartorace.
Jogou a primeira partida pela seleção italiana em 1993. Ganhou quatro títulos na liga mundial (foi em duas ocasiões o MVP), dois no campeonato europeu (2001 e 2003) e um no campeonato mundial (1998). Conquistou duas medalhas de prata e uma de bronze em três Jogos Olímpicos entre 1996 e 2004.
Sartoretti é o décimo maior pontuador da história do Campeonato Italiano masculino com 7.527 pontos.

## Clubes
| Clube             | País   | De        | Até       |
| Città di Castello | Itália | 1988–1989 | 1990–1991 |
| Ravenna           | Itália | 1991–1992 | 1995–1996 |
| Modena            | Itália | 1996–1997 | 1996–1997 |
| Montichiari       | Itália | 1997–1998 | 1999–2000 |
| Cuneo             | Itália | 2000–2001 | 2001–2002 |
| Trentino          | Itália | 2002–2003 | 2004–2005 |
| Modena            | Itália | 2005–2006 | ...       |

## Prêmios individuais
- "Most Valuable Player" da liga mundial de 2000
- "Most Valuable Player" do campeonato europeu de 2003
- "Melhor sacador" do campeonato europeu de 2003
- "Melhor sacador" da copa do mundo de 2003
- "Most Valuable Player" da liga mundial de 2004